# Murasaki Yamada
Murasaki Yamada (やまだ紫, Yamada Murasaki) est une essayiste, mangaka et poétesse japonaise née le 5 septembre 1948 à Tokyo et morte le 5 mai 2009 à Kyōto. Elle est notamment connue pour être une militante féministe.

## Biographie
Après avoir reçu une formation formelle en art elle débute comme mangaka dans le magazine de manga d'avant-garde COM, et à partir de 1970 travaille aussi pour le magazine Garo, lui aussi spécialisé en manga d'avant-garde. Les deux mangakas Hinako Sugiura et Yōko Kondō commencent leur carrière comme assistantes de Yamada.
En tant que militante féministe, elle est candidate pour le Chikyū Club (ちきゅうクラブ) lors de l'élection de la Chambre des conseillers de 1989. Le Chikyū Club étant une organisation politique dédiée au féminisme et à l'écologie.
En 2006 elle devient enseignante dans la faculté du manga de l'université Kyoto Seika.
Elle meurt d'une hémorragie intracérébrale le 5 mai 2009.

## Style
Le style de dessin de Yamada est minimaliste, avec peu de décors, de nombreux espaces vides et un trait fin. Ses manga mêlent dessin et poésie et plusieurs d'entre-eux sont dessinés en collaboration avec d'autres poétesses, comme Yume no maigo-tachi – Les Enfants Reveurs avec Yōko Isaka.
Rattachée au mouvement du watakushi shōsetsu, elle dessine deux grands types d'histoire : celles centrées sur les humains, et celles centrées sur les animaux. Dans un tout autre registre, elle adapte à partir de 1995 plusieurs récits de type otogi-zōshi, un genre littéraire du Japon médiéval.

## Œuvres
- Shōwaru neko (性悪猫?), 1980 ;
- Shin kirari (しんきらり?), 1981–1982 ;
- Yurariusu-iro (ゆらりうす色?), 1984 ;
- Blue Sky, 1992–1993 ;
- Yume no maigo-tachi – Les Enfants Reveurs (夢の迷子たち?), 1995 ;
- Otogi-zōshi (御伽草子?), 1997 ;
- Ai no katachi (愛のかたち?), 2004.